# Martin Monk
Martin Monk (* 1985 in Berlin) ist ein deutscher Drehbuchautor und Filmregisseur.

## Leben
Monk studierte ursprünglich Kulturwissenschaft an der Humboldt-Universität zu Berlin bei Hartmut Böhme. Anschließend ging er an die Filmakademie Wien und studierte dort bei Michael Haneke im Masterstudium Regie.
2019 war er mit dem in Wien entstandenen Kurzfilm Favoriten bei den 72. internationalen Filmfestspielen von Cannes im Studentenwettbewerb Cinéfondation vertreten.
Favoriten war darüber hinaus auf der Shortlist für den Österreichischen Filmpreis 2020 und erhielt das Prädikat besonders wertvoll der FBW. Der Film lief im Wettbewerb des Max-Ophüls-Preis, genau wie Monks vorheriger Kurzfilm Alphamädchen.
Monk lebt und arbeitet in Berlin.

## Filmografie (Auswahl)
Regie und Drehbuch
- 2013: Happy Tears (Experimentalkurzfilm)
- 2017: Alphamädchen (Kurzspielfilm)
- 2019: Favoriten (Kurzspielfilm)